# アイハベル
『アイハベル』は、Kiroroの7枚目のアルバム。2018年1月24日発売。発売元はColourful Records/JVCケンウッド・ビクターエンタテインメント。

## 解説
本作はデビュー20周年記念アルバムとして前作『Wonderful Days』から12年2ヶ月ぶり、初のセルフ・プロデュースによって制作された。
タイトルの「アイハベル」は沖縄の方言で「美しい蝶」の意味。
Kiroroのコンサートメンバーであるギタリスト・片山義美との共作名義はちはる・あやの・よしみ。また片山と金城は2023年に結婚している（金城は再婚）。
『キロロのいちばんイイ歌あつめました』のリマスター盤が同時発売。

## 収録曲
作詞・作曲：玉城千春（特記以外）
1. アニバーサリー
  - 作曲：ちはる・あやの・よしみ[3]　編曲：片山義美
  - 歌詞の中に過去のKiroroの楽曲のタイトルが詰め込まれている[4]。
2. あなたに会えなくなって
  - 作曲：ちはる・あやの・よしみ[3]　編曲：三橋隆幸[3]
3. ブランコ
  - 作詞・作曲：金城綾乃　編曲：大久保友裕
4. ラララ
  - 編曲：石崎光
5. 無敵なBig Smile
  - 編曲：石崎光
6. Let's Go Together
  - 編曲：田中雪子[3]
7. ルルリラ
  - 編曲：玉城千春
8. 鳥かご
  - 作曲：ちはる・あやの・よしみ[3]　編曲：片山義美
9. ヒカリ
  - 作詞・作曲：金城綾乃　編曲：三橋隆幸[3]
10. OK OK
  - 作曲：ちはる・あやの・よしみ[3]　編曲：片山義美
11. ずっとこれからも
  - 編曲：片山義美
12. 花は咲く
  - 作詞：岩井俊二　作曲：菅野よう子　編曲：Kiroro[3]
  - カバー曲。ボーナス・トラック。
  - 東日本大震災後に金城が見た羽生結弦のスケートの映像に同曲が使われており、それを見て自分たちも歌い継ぎたいと思った楽曲。ライブでも欠かせないものとなっている[4]。